# 恋 (布施明の曲)
「恋」（こい）は、1967年に発売された布施明の8枚目のシングル盤レコードである。

## 解説
1967年3月1日に発売。
本曲は「おもいで」を皮切りに、「銀の涙」「霧の摩周湖」と続けてヒットを飛ばした布施明と作曲の平尾昌晃のコンビ第4弾のシングルとして発表された。
本曲はそれまでの3作の作詩を担当した水島哲ではなく、平尾自身が作詩を手掛け（ただし、水島が補作を担当した）、自身で作曲したものである。本曲のヒットにより布施は1967年（昭和42年）の『第18回NHK紅白歌合戦』に初出場を果たし、本曲を歌唱した。
またこの当時、平尾は渡辺プロダクション系列の渡辺音楽出版専属の作家であり、布施も渡辺プロダクション所属契約歌手であったことにより、本曲の原盤権は渡辺音楽出版が保有している。
「恋」はもともと「霧の摩周湖」のB面曲として予定されていた。
累計売上は70万枚に達した。
1973年12月に藤圭子がカバー『演歌全集8枚組』LPに収録。五木ひろしはテレビ出演で歌唱した。

## 収録曲
1. 恋（BS-582）
作詩／作曲：平尾昌晃　補作詩：水島哲　編曲：森岡賢一郎
2. すずかけの泉
作詞：水島哲　作曲：平尾昌晃　編曲：森岡賢一郎